# Генетична асиміляція
Генетична асиміляція – це феномен, який вперше був описаний Конрадом Уоддінгтоном. Цей феномен було відкрито на серії експериментів на дрозофілах. В цих експериментах штучно викликаний екологічний стрес викликав пластичні фенотипові зміни у дрозофіл, але через декілька поколінь, ті самі фенотипові зміни почали проявлятись вже без відповідного впливу екологічного стресу.  Власне, сам механізм того, як обумовленні екологією зміни стають генетично закріпленими генетично. Можна припустити, що ключем до розуміння механізмів генетичної асиміляції є епігенетика. Детальний аналіз показав, що генетична асиміляція – процес в якому епігенетично індуковані фенотипові зміни поступово і статистично замінюються багатьма незначних генетичних мутацій через природній добір1. 

## Фенотипова пластичність
Це здатність організму змінюватися у відповідь на стимули або вхідні дані з навколишнього середовища. Синоніми – фенотипова чутливість, гнучкість і чутливість до умов. Відповідь може бути чи не бути адаптивним, і він може включати в себе зміна морфології, фізіологічного стану або поведінки або деяку комбінацію на будь-якому рівні організації, причому фенотип являє собою все характеристики організму, крім його генів. .
Існує велика ймовірність плутанини в термінах фенотипова пластичність 
, включаючи це.  Хоча фенотип тут визначено, щоб виключити геном, насправді фенотипова пластичність передбачає зміну експресії генів або використання генного продукту (морфологічні, фізіологічні та поведінкові риси завжди частково є продуктами експресії генів)2. 

## Досліди Уоддінгтона
Уоддінгтон в якості стресового екологічного фактору використовував пари ефіру, яким він обробляв яйця дрозофіл. Це призводило до того, що в популяції з’являлась невелика кількість особин з фенотипом біторакс. Сутність цього фенотипу полягає в тому що третій грудний сегмент, на якому зазвичай розташовані дзижчальця (структури, які допомагають рівноваги польоту), дає крила. Після цього, Уоддінгтон схрестив між собою тільки особин з такими змінами. Через кілька поколінь шляхом штучного добору йому вдалось отримати фенотипи біторакс без попереднього обробки парами ефіру. 
Уоддінгтон провів аналогічний експеримент, але замість парів ефіру піддавав яйця дрозофіл тепловому шоку. Зовнішньо це проявлялось появою дрозофіл з крильцями без поперечної жилки. Далі він обирав для схрещення тільки такі особини, і помітив, що фенотип проявляється без теплового шоку3.  

Список джерел
1) Mechanism of evolution by genetic assimilation
Equivalence and independence of genetic mutation and epigenetic modulation in phenotypic expression Ken Nishikawa1 · Akira R. Kinjo2 Biophysical Reviews (2018) 10:667–676 https://doi.org/10.1007/s12551-018-0403-x
2) Phenotypic Plasticity M.J. West-Eberhard, in Encyclopedia of Ecology, 2008
```
3) Genetic assimilation can occur in the absence of selection for the assimilating phenotype, suggesting a role for the canalization
heuristic J. MASEL Department of Biological Sciences, Stanford, CA, USA
```